# Droit tchadien
Le droit tchadien est l'ensemble des normes juridiques en vigueur au Tchad. Il s'agit du droit positif, comprenant les textes internes et internationaux au-dessus desquels se trouve la Constitution dont le respect et la garantie sont assurés par la Chambre constitutionnelle de la Cour suprême.

## Sources du droit

### Constitution
La Constitution est la norme suprême du Tchad. Plusieurs textes similaires furent adoptés depuis l'indépendance. En 1996 pour la première fois dans l'histoire du pays, une Constitution fut adoptée à la suite d'un consensus, découlant notamment de la Conférence nationale souveraine de 1993. Depuis, cette Constitution a connu plusieurs révisions parmi lesquelles celle de 2006, suppression de la limitation du mandat présidentiel ; 2015, prorogation du mandat des députés pour motif économique ; 2018, limitation du mandat présidentiel. La dernière modification en date est celle découlant du 2e forum national inclusif tenu du 29 octobre au 1er novembre 2020, ayant abouti à la Constitution promulguée le 14 décembre 2020. 

### Traités et conventions internationales
Le droit international est traité par le titre XIV de la Constitution (articles 217 à 221). L'article 222 dispose :

« Les traités ou accords régulièrement ratifiés ont, dès leur publication, une autorité supérieure à celle des lois nationales, sous réserve pour chaque accord ou traité de son application par l'autre partie. »

L'article 221 dispose qu'un traité doit être conforme à la Constitution. Si le Conseil constitutionnel déclare qu'une des dispositions du traité est contraire à la Constitution, alors ce traité ne pourra être ratifié qu’après modification de la Constitution.
Le Tchad est membre de l'Organisation pour l'harmonisation en Afrique du droit des affaires, dont il a signé le traité initial du 17 octobre 1993 ainsi que le traité portant révision du traité du 17 août 2008.

### Législation
Les lois votées par le Parlement tchadien le sont par l’Assemblée nationale du Tchad. Le domaine de la loi est prévu par l’article 122 de la Constitution : les droits civiques et les garanties fondamentales accordés aux citoyens pour l'exercice des libertés publiques ; les sujétions imposées par la Défense nationale aux citoyens en leur personne et en leurs biens ; la nationalité, l'état et la capacité des personnes, les régimes matrimoniaux, les successions et les libéralités ; le Code de la famille ; la détermination des infractions pénales ainsi que les peines qui leur sont applicables, la procédure pénale, l'amnistie, la création de nouveaux ordres de juridiction et le statut des magistrats ; le régime pénitentiaire ; l'assiette, le taux et les modalités de recouvrement des impositions de toute nature ; le régime d'émission de la monnaie ; la création de catégories d'établissements publics ; les nationalisations d'entreprises et les transferts de propriété d'entreprises du secteur public au secteur privé ; les garanties fondamentales accordées aux fonctionnaires civils et militaires de l’État ; le régime électoral ; la procédure selon laquelle les coutumes sont constatées et mises en harmonie avec les principes de la Constitution ; et l'état de siège et l'état d'urgence.
Par ailleurs, la loi fixe les règles fondamentales de l’organisation administrative du territoire ; de l'organisation générale de la Défense nationale ; de la libre administration des collectivités, de leurs compétences et de leurs ressources ; de l'urbanisme et de l'aménagement du territoire ; de la charte des partis politiques, des régimes des associations et de la presse ; de l'enseignement, de la recherche scientifique ; de la santé publique, des affaires sociales et des droits de l'enfant ; du régime de sécurité sociale ; du régime de la propriété, des droits réels et des obligations civiles et commerciales ; de la protection de l'environnement et de la conservation des ressources naturelles ; du régime foncier ; du régime du domaine de l’État ; de la mutualité, de l'épargne et du crédit ; du droit du travail et du droit syndical ; de la culture, des arts et des sports ; du régime des transports et télécommunications ; et de l'agriculture, élevage, pêche, faune, eaux et forêts.
En 2012, le Tchad utilise toujours le Code civil français de 1958.

### Règlements
L’article 123 dispose que ce qui n’est pas du domaine de la loi est du domaine réglementaire
.

### Droit coutumier
L'article 157 dispose :

« Jusqu'à leur codification, les règles coutumières et traditionnelles ne s'appliquent que dans les communautés où elles sont reconnues. Toutefois, les coutumes contraires à l'ordre public ou celles qui prônent l'inégalité entre les citoyens sont interdites. »

En cas de conflit entre des règles coutumières, ou lorsque l'une des parties – dans une affaire ou le droit applicable est lié au régime matrimonial et à la succession (domaine de la coutume) – refuse d'appliquer le droit coutumier, la loi est la seule norme applicable.

## Organisation juridictionnelle
Il n'y a qu'un ordre de juridiction au Tchad. La hiérarchie juridictionnelle du Tchad comprend les justices de paix, les tribunaux de première instance, les cours d'appel, la Cour des comptes et la Cour suprême.
Les justices de paix, présentes dans les dix arrondissements de N’Djamena et dans les villes de faibles populations, sont les juridictions de bases. Les tribunaux de première instance sont au nombre de 61, un par département du Tchad. Il y a cinq cours d'appel dans les villes de N'Djaména, Moundou, Mongo, Sarh et Abéché. La Cour suprême, dont le siège est à N'Djaména, est la juridiction de dernier ressort en matière judiciaire et administrative  et la Cour des comptes quant à elle juge les comptes des comptables publics et assure également la vérification des comptes de gestion des entreprises publiques des organismes à participation financière publique. Elle déclare et apure les gestions de fait, La Cour des comptes sanctionne aussi les fautes de gestion commises à l’égard de l’État, des collectivités locales et des organismes soumis à son contrôle.

## Sources

## Compléments